# Розкиснювання металів
Розки́снювання мета́лів (в літературі 1970-80-их вживалось розки́слювання мета́лів) — процес видалення з розплавлених металів (головним чином сталі чи інших сплавів на основі заліза) розчиненого в них кисню, який є шкідливою домішкою, що погіршує механічні властивості металу а також, один з процесів рафінування металів.

## Загальний опис
Для розкиснювання застосовують хімічні елементи — розкиснювачі (або їхні сплави, наприклад феросплави), що здатні з'єднуватися з киснем. Продукти розкиснення спливають у шлак або видаляються у вигляді газу (оксиду вуглецю). Розкиснення провадять безпосередньо в плавильних печах звичайно в кінці плавки або поза печами — в ковшах.

## Розкиснення сталі
До найпоширеніших розкиснювачів сталі належать кремній, манган і алюміній, а також кальцій, церій, титан, магній, дзеркальний чавун. Розкисненню сталі сприяє обробка вакуумом (вакуумування сталі). При розкисненні сталі алюмінієм утворюється вельми міцний оксид Al2O3, що виділяється в рідкому металі у вигляді окремої твердої фази. Ступінь розкиснювання, тобто кінцевий вміст кисню в металі (О). наприклад при реакції R + О = RO (T), де R і O — розкиснювач і кисень в металевому розчині, визначається концентрацією розкиснювача (R), температурою і міцністю оксиду RO. Відповідно до закону мас, константа рівноваги приведеної вище реакції має вигляд
K = 1 / ((R)*(O))
її чисельне значення тим більше, чим міцніший оксид, тобто чим значніший спад вільної енергії при його утворенні з елементів і, отже, менше (О) при даних концентрації R і температурі. Для ефективного розкиснювання необхідно, щоб продукти розкиснювання не залишалися в сталі у вигляді неметалічних включень. Швидкість їх спливання на поверхню рідкої ванни залежить від температури і в'язкості металу, щільності включень, інтенсивності потоків усередині розплаву. Видаленню включень сприяє присутність рідкого шлаку, що асимілює оксиди.

## Розкиснення кольорових металів
Деякі кольорові метали (наприклад, мідь, нікель) розкиснюють воднем або матеріалами і речовинами, що містять вуглець.